# Samantha Schmütz
Samantha Schmütz Cannet (Niterói, 28 de janeiro de 1979) é uma atriz, comediante, dubladora, cantora e compositora brasileira. Integrou o elenco do programa de televisão Zorra Total da TV Globo de 2007 a 2012, trabalho pelo qual ganhou o Prêmio Extra e um Melhores do Ano. Schmütz também tem trabalhos no cinema, atuando em diversos filmes que, segundo ela "levaram mais de um milhão de pessoas ao cinema", mas declarou que é pouco reconhecida por seus trabalhos no gênero humor.
Formada em Artes Cênicas pela Casa das Artes de Laranjeiras, Schmütz começou sua carreira no final dos anos 1990, atuando em espetáculos teatrais e musicais, se destacando por sua forte presença no humor e sua voz marcante. Estreou como comediante na peça O Surto (2004). Logo foi reconhecida pelo seu talento e convidada para fazer participações em programas de televisão. Seu primeiro trabalho foi uma participação no seriado A Diarista, em 2005. Em 2007 ganhou projeção nacional pelo personagem Juninho Play, no programa Zorra Total. Desde 2013, faz o papel da piriguete Jéssica, no programa Vai que Cola, a mesma personagem no spin-off Aí Eu Vi Vantagem, ambos do Multishow.
Nos cinemas, Samantha ficou conhecida pelos filmes de comédia de grande sucesso de bilheteria. Sua estreia nos cinemas se deu em 2009, quando interpretou Chapeuzinho Vermelho no filme infantil Xuxa em O Mistério de Feiurinha. Em 2013 interpretou a empregada Valdeia no filme Minha Mãe É uma Peça, papel que ela reprisou nas franquias subsequentes Minha Mãe É uma Peça 2 (2016) e Minha Mãe É uma Peça 3 (2019). Estreou como protagonista em filmes como Selminha, em Tô Ryca, que teve um público de mais de um milhão de espectadores. Também protagonizou os filmes Vai que Cola – O Filme (2015), Não Vamos Pagar Nada (2020), Os Salafrários (2021) e a continuação do sucesso de 2016, Tô Ryca 2 (2022).
Schmütz também recebeu elogios por sua atuação em papéis dramáticos. Em 2015 interpretou Dorinha em Totalmente Demais, sendo esse seu primeiro grande trabalho em telenovelas.

## Carreira
Nasceu e foi criada em Niterói, na Região Metropolitana do Rio de Janeiro. É de uma família bastante miscigenada, composta por judeus, alemães, espanhóis, portugueses, indígenas, africanos e austríacos. Desde a infância tinha paixão por teatro e música.

### Como atriz

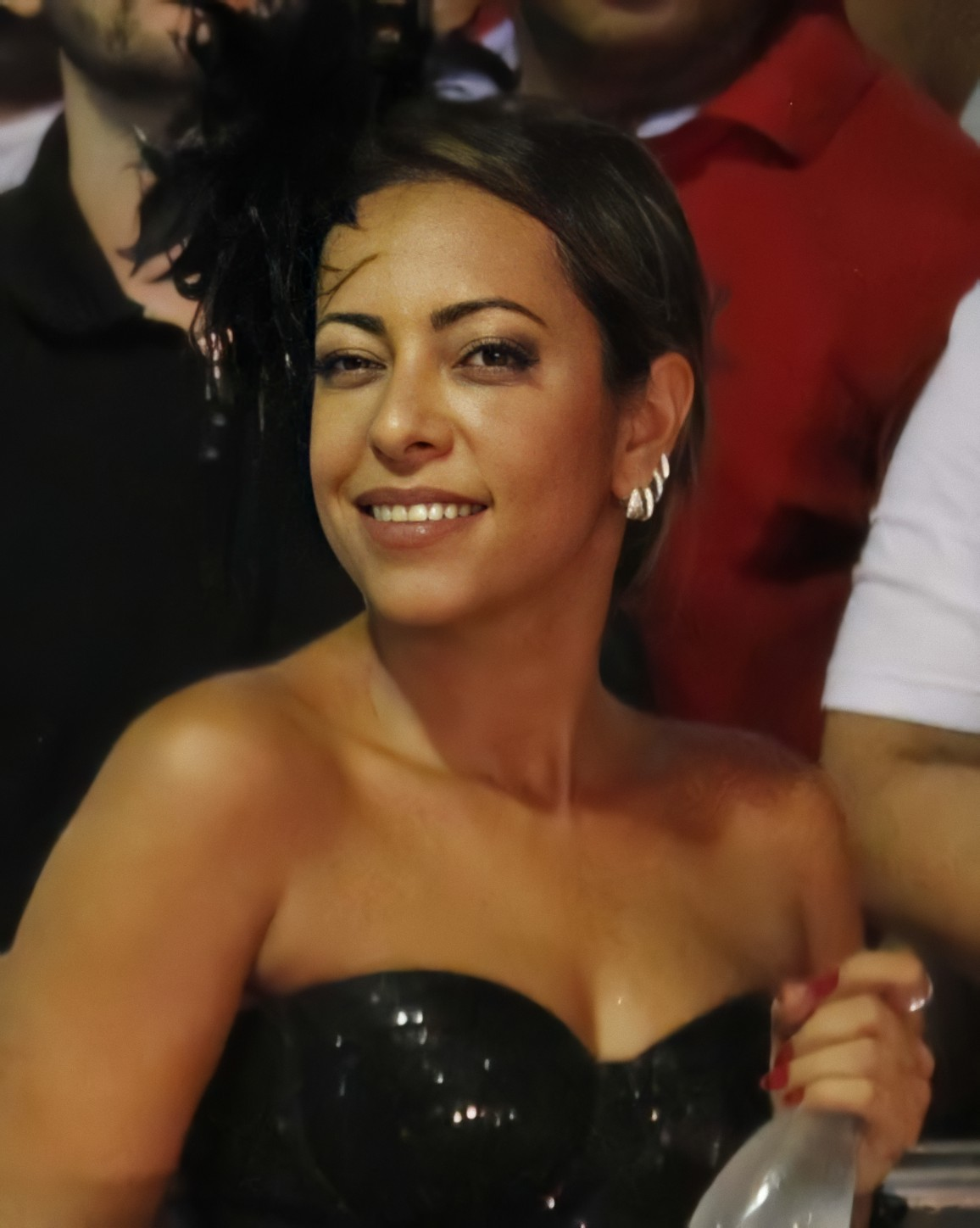
Samantha Schmütz (2012)

Samantha é formada em Artes Cênicas pela Casa das Artes de Laranjeiras. Após se formar no ano de 1999, começou a conquistar seus trabalhos através de testes para peças musicais e assim iniciou sua carreira profissional em um musical dirigido por Sérgio Britto, chamado Ai, Ai Brasil - Os Outros Quinhentos no Teatro Delfim e Carlos Gomes, a partir daí não parou mais. Participou das seguintes peças: Os Inconquistáveis, dirigida por Wolf Maya, Relax... It's Sex, também dirigida por Wolf Maya, Elis, a Estrela do Brasil, dirigida por Diogo Vilela e Obrigado, Cartola!, dirigida por Vicente Maiolino.
O primeiro trabalho como comediante aconteceu em uma participação na peça O Surto, em 2004. A apresentação foi muito bem recebida, e com isso ela permaneceu mais de um ano e meio no espetáculo. O passo seguinte foram suas imitações no quadro Pistolão, do Domingão do Faustão, como convidada de Lúcio Mauro Filho. Após muitos anos de sucesso trabalhando no Zorra Total, deixou o programa e assinou com o Multishow, para participar da sitcom Vai que Cola, ao lado do ator Paulo Gustavo, com quem teve grande parceria na carreira. O personagem Juninho Play, que a atriz interpretou durante alguns anos no humorístico Zorra Total, da Rede Globo, voltou no canal pago Multishow, porém, em seu desenho animado, chamado Juninho Play e Família, com cinco episódios previstos. A animação estaria prevista para junho de 2014 e mostraria as aventuras de Juninho Play na época da Copa do Mundo FIFA de 2014, no Brasil. Em 2015, atuou na pele da divertida Dorinha, esposa de Zé Pedro, mãe de 2 filhos e irmã da vilã Carolina Castilho na novela Totalmente Demais.

### Como cantora
Em 13 de dezembro de 2013, durante um comunicado oficial pela JMCD Channel, Samantha revela que no próximo ano ela estava lançando a sua carreira musical. Sucesso por quase seis anos no Zorra Total, a atriz lançou sua carreira como cantora. "Estou com muita sede de cantar", confessou à revista: 
Comecei aulas de canto e pretendo estudar piano. Já fui backing vocal da banda Serjão Loroza. Fiz o teste para a peça Elis, a Musical e fiquei entre as finalistas.
Determinada, a artista começou a gravar um CD só com composições próprias, a maioria escrita em inglês. Contudo, a artista ainda não pensa em abandonar a comédia. No ar em Vai que Cola, sitcom do Multishow, Samantha estreou um spin-off da série chamado Não Tá Fácil Pra Ninguém: "Será um mix de música e comédia", adiantou.
Em 2014, enquanto se trocava para a estreia de seu musical em São Paulo, o Samantha + Brasov, a atriz se desculpou, em uma entrevista ao Glamurama:
Estou conversando com você e me arrumando ao mesmo tempo, tá? Preciso ir correndo para o teatro passar o som, me maquiar e aquecer a voz ainda. Fico tachada na comédia, sinto necessidade de passar por outras áreas e estou fazendo isso na música. Um show de música com a banda com que eu canto no Multishow, a Brasov, com black music, hip-hop, R&B, Lauryn Hill, Mary J. Blige, Jackson 5, Beyoncé, Madonna, Lorde e Criolo [...] Como eu sou bem humorada na vida, durante o show eu acabo conversando com o público entre uma música e outra, e isso fica descontraído. As pessoas estão acostumadas (com meu humor), então, para não fazer um desmame abrupto, continuo um pouquinho com esse lado de comédia no meu show.— 
A artista fez com o rapper Black Alien a trilha sonora do seu desenho animado Juninho Play e Família. Ela também protagonizou o programa Samantha Canta, no canal Bis. Em cada episódio interpretou um estilo musical: música negra, pop e MPB - este último com repertório dedicado à Elis Regina e participação especial do rapper Criolo.
Samantha vive em Los Angeles desde 2022 e, desde então, tem se dedicado à sua carreira musical. Em 2023, foi convidada a participar da turnê norte-americana do maestro brasileiro Arthur Verocai. Após as apresentações, Adrian Younge a chamou para colaborar na produção de um álbum conjunto, intitulado Samantha e Adrian, com lançamento previsto para 2025.
Em outubro de 2024, ela lançou a faixa Nossa Cor, gravada de forma analógica com uma orquestra de 30 músicos. Já em 15 de novembro, participou da coletânea Linear Labs: São Paulo, projeto de Adrian Younge que reuniu diversos artistas como o rapper Snoop Dogg.

## Vida pessoal
Em 2010, conheceu em Miami o empresário franco-americano Michael Cannet. Iniciaram uma amizade e quando ele veio ao Brasil a trabalho, começaram a namorar. No mesmo ano decidiram morar juntos no Rio de Janeiro. Em 2012 oficializaram o casamento, quando Samantha Schmütz passou a assinar Samantha Schmütz Cannet.
Samantha foi madrinha de bateria da escola de samba Acadêmicos do Cubango, nos anos de 2009 e 2010.

## Filmografia

### Televisão
| Ano           | Título                      | Personagem                                     | Notas                                                                  |
| ------------- | --------------------------- | ---------------------------------------------- | ---------------------------------------------------------------------- |
| 2001          | Linha Direta                | Graciana                                       | Participação especial                                                  |
| 2005          | A Diarista                  | Veruska                                        | Episódio: "Aquele da Cadeia"                                           |
| 2006          | Pé na Jaca                  | Célia                                          |                                                                        |
| 2007–12       | Zorra Total                 | Júnia/ Juninho Play/Marina                     |                                                                        |
| 2013–presente | Vai que Cola                | Jéssica Maria da Anunciação Prazeres Manchette |                                                                        |
| 2014-15       | Trair e Coçar É só Começar  | Salete                                         |                                                                        |
| 2014          | Não Tá Fácil Pra Ninguém    | Várias personagens                             |                                                                        |
| 2015          | Aí Eu Vi Vantagem           | Jéssica Maria da Anunciação Prazeres Manchette |                                                                        |
| 2015          | Treme Treme                 | Juninho Play                                   | Episódio: "Juninho Play quer Pegar Geral" Episódio: "Ela tá Chateada!" |
| 2015-16       | Totalmente Demais           | Isadora Castilho Moura (Dorinha)               |                                                                        |
| 2016          | Totalmente Sem Noção Demais | Isadora Castilho Moura (Dorinha)               |                                                                        |
| 2016–18       | SamanthaCanta               | Apresentadora                                  |                                                                        |
| 2017–21       | Carcereiros                 | Solange Ferreira de Araújo                     |                                                                        |
| 2017          | Show dos Famosos            | Participante (4º lugar)                        | Temporada 1                                                            |
| 2018          | Popstar                     | Participante (7º lugar)                        | Temporada 2                                                            |
| 2021          | 5x Comédia                  | Maria Antônia                                  | Episódio: "Colapso"                                                    |
| 2022          | Manhãs de Setembro          | Ruth Abreu                                     |                                                                        |
| 2023          | Cine Holliúdy               | Tamara                                         | Temporada 3; Episódio: "12"                                            |

### Cinema
| Ano  | Título                             | Personagem                                     | Notas |
| ---- | ---------------------------------- | ---------------------------------------------- | ----- |
| 2009 | Xuxa em O Mistério de Feiurinha    | Chapeuzinho Vermelho                           |       |
| 2013 | Minha Mãe É uma Peça               | Valdéia                                        |       |
| 2015 | Vai que Cola – O Filme             | Jéssica Maria da Anunciação Prazeres           |       |
| 2016 | Tô Ryca                            | Selminha Oléria Silva (Sos)                    |       |
| 2016 | Minha Mãe É uma Peça 2             | Valdéia                                        |       |
| 2017 | Doidas e Santas                    | Kátia Cilene                                   |       |
| 2018 | Cine Holliúdy 2: A Chibata Sideral | Justina Ambrósio                               |       |
| 2019 | Vai que Cola 2 – O Começo          | Jéssica Maria da Anunciação Prazeres Manchette |       |
| 2019 | Minha Mãe É uma Peça 3             | Valdéia                                        |       |
| 2020 | Não Vamos Pagar Nada               | Antônia                                        |       |
| 2020 | De Perto Ela Não É Normal          | Naninha                                        |       |
| 2021 | Os Salafrários                     | Lohane                                         |       |
| 2022 | Tô Ryca 2                          | Selminha Oléria Silva (Sos)                    |       |

### Dublagem
| Ano  | Título                  | Personagem                      | Notas  |
| ---- | ----------------------- | ------------------------------- | ------ |
| 2015 | Juninho Play e Família  | Juninho Play / Marina / Leonina | [ 25 ] |
| 2016 | Cinquenta Tons de Preto | Hannah Steele (voz)             |        |

## Teatro
| Ano     | Título                                   | Personagem |
| ------- | ---------------------------------------- | ---------- |
| 1998    | A Casa de Bernarda Alba                  |            |
| 1999    | Bispo do Rosário                         |            |
| 2000    | Ai, Ai Brasil - Os Outros Quinhentos     |            |
| 2001    | Relax... It's Sex                        |            |
| 2001    | Os Inconquistáveis                       |            |
| 2002    | Elis, a Estrela do Brasil                |            |
| 2003    | O Último Dia                             |            |
| 2003    | Não Fuja da Raia                         |            |
| 2004    | Geraldo Pereira, um Escurinho Brasileiro |            |
| 2004    | O Samba da Minha Terra                   |            |
| 2004    | Obrigado, Cartola!                       |            |
| 2004    | Surto                                    |            |
| 2007–10 | Curtas                                   |            |
| 2009    | Acepipes                                 |            |
| 2011    | Pamonha e Panaca                         |            |
| 2014    | Samantha + Brasov                        | Ela mesma  |

## Prêmios e indicações
| Ano  | Premiações                    | Categoria                        | Nomeações                       | Resultado |
| ---- | ----------------------------- | -------------------------------- | ------------------------------- | --------- |
| 2006 | Prêmio Qualidade Brasil - RJ  | Melhor Atriz Teatral Comédia     | Curtas                          | Indicada  |
| 2007 | Melhores do Ano               | Melhor Comediante                | Zorra Total                     | Venceu    |
| 2007 | Prêmio Extra de Televisão     | Melhor Atriz Revelação           | Zorra Total                     | Venceu    |
| 2007 | Troféu Samba de Primeira      | Revelação na TV                  | Zorra Total                     | Venceu    |
| 2011 | Meus Prêmios Nick             | Humorista Favorito               | Zorra Total                     | Indicada  |
| 2015 | Meus Prêmios Nick             | Humorista Favorito               | Vai Que Cola                    | Indicada  |
| 2016 | Prêmio Jovem Brasileiro       | Melhor Humorista                 | Vai Que Cola                    | Indicada  |
| 2021 | Festival SESC Melhores Filmes | Melhor Atriz Nacional            | Não Vamos Pagar Nada            | Indicada  |
| 2021 | Séries em Cena Awards         | Melhor Atriz em Série de Comédia | 5x Comédia                      | Indicada  |
| 2021 | Prêmio Sou de Niterói         | Cultura                          | Destaque no teatro, cinema e TV | Venceu    |
| 2022 | Festival Sesc Melhores Filmes | Melhor Atriz Nacional            | Os Salafrários                  | Indicada  |
| 2022 | SEC Awards                    | Melhor Atriz Nacional em Filme   | Tô Ryca 2                       | Indicada  |
| 2023 | Festival Sesc Melhores Filmes | Melhor Atriz Nacional            | Tô Ryca 2                       | Pendente  |